# Бодлива тел
Бодливата тел е вид метална ограда, състояща се от специално произведена кръгла или плоска тел с пробождащи или режещи остри шипове, разположени на малки разстояния едни от други.
Първите патенти са издадени през 60-те и 70-те години на 19 век във Франция и САЩ. В следващите десетилетия изобретението получава масово разпространение за граждански нужди в селското стопанство и промишлеността. От епохата на Първата световна война придобива ключово значение за създаване на противопехотни военни укрепления. През 20 и 21 век различни разновидности на бодливата тел се използват широко и за изграждане на гранични заграждения.